# Bebius
Bebius is een kevergeslacht uit de familie van de boktorren (Cerambycidae). De wetenschappelijke naam van het geslacht werd voor het eerst geldig gepubliceerd in 1865 door Pascoe.

## Soorten
Bebius omvat de volgende soorten:
- Bebius cylindricus Lea, 1918
- Bebius filiformis Pascoe, 1865
- Bebius lineatus (Fauvel, 1906)
- Bebius variegatus Blackburn, 1892